# Edward Law (1. baron Ellenborough)
Edward Law, 1. baron Ellenborough (ur. 16 listopada 1750 w Great Salkeld w hrabstwie Cumberland, zm. 13 grudnia 1818) – brytyjski sędzia i polityk, przewodniczący Sądu Ławy Królewskiej, doprowadził do uchwalenia pierwszej brytyjskiej ustawy regulującej problem aborcji.
Był synem Edmunda Lawa, biskupa Carlisle. Wykształcenie odebrał w Charterhouse School oraz w Peterhouse na Uniwersytecie Cambridge. Wkrótce po ukończeniu studiów został członkiem Trinity College. Wkrótce jednak zrezygnował z kariery na uczelni i rozpoczął pracę prawnika w Lincoln’s Inn. W 1790 r. otrzymał powołanie do korporacji prawniczej. W 1787 r. był obrońcą Warrena Hastingsa w jego procesie przed Izbą Lordów.
Początkowo Law związany był ze stronnictwem wigów, ale wydarzenia rewolucji francuskiej i poparcie udzielane jej przez wielu wigowskich polityków, skłoniły go do przejścia do bardziej konserwatywnego stronnictwa torysów i poparcia gabinetu Williama Pitta Młodszego. W 1801 r. Law otrzymał stanowisko prokuratora generalnego Anglii i Walii w rządzie Henry’ego Addingtona. Wkrótce uzyskał mandat parlamentarny z okręgu Newtown.
Jednak już w 1802 r. Law otrzymał stanowisko Najwyższego Sędziego Sądu Ławy Królewskiej i tytuł 1. barona Ellenborough, dzięki któremu zasiadł w Izbie Lordów. W 1803 r. doprowadził do uchwalenia ustawy Malicious Shooting or Stabbing Act (znanej także jako Lord Ellenborough's Act), która jako pierwsza regulowała problem aborcji w brytyjskim prawie. Za przeprowadzenie zabiegu usunięcia ciąży groziła od tej pory kara śmierci.
W 1806 r. powstał tzw. Gabinet Wszystkich Talentów (Ministry of All the Talents) na czele z lordem Grenville’em. Lord Ellenborough odrzucił ofertę objęcia stanowiska lorda kanclerza, ale został włączony do gabinetu, pozostając jednocześnie przewodniczącym sądu, co było często krytykowane. Ellenborough był ostatnią osobą, która będąc członkiem gabinetu, piastowała stanowisko sędziowskie. Ellenborough pozostał w gabinecie do jego upadku w 1807 r.
Jako sędzia Ellenborough specjalizował się głównie w prawie handlowym. Prowadził również wiele słynnych procesów. W 1814 r. sądził oskarżonego w malwersacje giełdowe lorda Cochrane’a, a w 1817 r. karykaturzystę Williama Hone'a oskarżonego o obrazę uczuć religijnych i moralności publicznej. Ellenborough zrezygnował ze stanowiska sędziego w listopadzie 1818 r. Zmarł niedługo później.
Był żonaty z Anne Towry, córką George’a Towry'ego. Po jego śmierci tytuł barona odziedziczył jego najstarszy syn, Edward.